# Karl Brenner
Karl Jakob Heinrich Brenner (Mannheim, 19 mei 1895 - Karlsruhe, 14 februari 1954) was een Duitse officier en SS-Gruppenführer (generaal-majoor)  en Generalleutnant in de politie tijdens de Tweede Wereldoorlog.

## Leven
Brenner was de zoon van de handelaar Georg Jakob Brenner en zijn vrouw Anna Elisabeth (geboortenaam Leucht).
Na zijn schoolgang en zijn Abitur, begon Brenner een studie aan een technische hogeschool.

### Eerste Wereldoorlog
Op 3 augustus 1914 na de uitbreken van de Eerste Wereldoorlog, meldde Brenner zich als Kriegsfreiwilliger  (oorlogsvrijwilliger) bij het 2. Badischen Feldartillerie-Regiments Nr. 30, dat in Rastatt gestationeerd was. Van 17 oktober 1914 tot november 1918 nam hij als lid van het Feldartillerie-Regiments „von Scharnhorst“ (1. Hannoversches) Nr. 10 aan gevechten aan het Oostfront en het Westfront deel. Vanaf 1917 was Brenner als Zugführer (pelotonscommandant), Batterieführer (batterijcommandant) en als regimentsadjudant ingezet.

### Interbellum
Na de oorlog keerde Brenner naar Duitsland terug. Na het verlies van zijn linkeroog en vier andere verwondingen, gold hij als voor 30% ongeschikt voor de dienst. Desondanks was hij vanaf 15 januari 1919 tot 1 april 1920 lid van het vrijkorps „Badischen Freiwilligen-Bataillon Ost“ en behoorde hij tot de zogenaamde Schwarze Reichswehr.
Op 1 september 1919 werd Brenner in de voorlopige Reichswehr van de Weimarrepubliek opgenomen. Hij kwam bij het Reichswehr-Infanterie-Regiment 17 en het Infanterie-Begleit-Brigade 61. In maart 1920 nam Brenner aan de Kapp-putsch actief deel.
Op 1 april 1920 verliet Brenner de Reichswehr en werd hij in de Badische Sicherheitspolizei (vrij vertaald: Beierse veiligheidspolitie) opgenomen. Daar behoorde hij eerst tot de Sicherheitspolizei (SiPo) als Zug- en Hundertschaftsführer (vergelijkbaar met een pelotonscommandant). Hij was meerdere jaren sportofficier bij de Beierse politie, en nam daar aan verschillende wedstrijden deel. Brenner was op de 10.000 meter hardlopen landskampioen, en meervoudig winnaar in het skiën. In 1926 kwam Brenner met het nationaalsocialisme in contact. Zo werd hij nog hetzelfde jaar lid van de Beierse Hitlerjugend. Hij kreeg de rang van een HJ-Kameradschaftsführer. Hij werd aan het HJ-Gebiet 21 (Baden) toegewezen. Op 16 augustus 1933 werd hij tot HJ-Bannführer in de gouw Baden bevorderd. Hij bleef tot 31 maart 1935 in de HJ actief.
Op 1 mei 1933 werd hij lid van de NSDAP.
Omdat hij tot officier opgeleid was, werd hij in het begin van 1935 naar de Landespolizei-Führerschule  in Berlijn gestuurd om daar een leergang te volgen. Zo werd Brenner in februari 1935 in Berlijn als leider van de centrale afdeling in de Reichsstab der preußischen Landespolizei ingezet. In 1935 was hij leider van de Adjutantur bij de bevelhebber van de Landespolizei Beieren.
Op 11 mei 1935 trouwde Brenner met zijn verloofde Ursula Monigner (1915-1983). Het echtpaar kreeg drie kinderen, een zoon en twee dochters.
Vanaf 1 mei tot 1 juni 1935 nam hij aan een leergang aan de artillerieschool Jüterbog deel. In september 1935 had hij een herhalingsoefening bij het 41e Artillerieregiment in Ulm. Op 11 november 1935 werd hij tot Major der Polizei bevorderd, met de RDA vanaf 9 november 1935. In oktober 1936 ging hij van de Sicherheitspolizei naar de Schutzpolizei (SchuPo), en kreeg daar het Charakter van een Oberstleutnant der Schutzpolizei. Vanaf 1 juli 1938 werd Brenner als leider in de staf van het SS-Personalamt, en als afdelingshoofd in het Hauptamt Ordnungspolizei ingezet. Op 11 september 1938 werd hij lid van de SS, en de rang van een SS-Obersturmbannführer werd hem verleend. Tussen januari 1939 en augustus 1939 was hij als „Gruppenleiter Sport im Kommandoamt des Hauptamt Ordnungspolizei“ ingezet. Op 20 april 1939 werd hij tot Oberst der Schutzpolizei bevorderd. In augustus 1939 nam Brenner het commando van de sportschool van de politie in Berlin-Spandau over. Op 15 augustus 1939 werd hij tot SS-Standartenführer bevorderd.

### Tweede Wereldoorlog
Op 1 september 1939 nam Brenner als commandant van het 3e Politieregiment aan de Poolse Veldtocht deel. Deze eenheid werd na de Duitse overwinning in Warschau gestationeerd. Op 19 oktober 1939 werd het regiment officieel in het politieregiment "Warschau" hernoemd. Vanaf oktober 1939 was hij commandant van het politieregiment "Warschau". Vanaf dan begon de carrière van Brenner in de SS, en de actieve integratie in het nationaalsocialistische onderdrukkingsbeleid. Brenner was nu commandant van de Ordnungspolizei in Warschauer gebied, deze functie bekleedde hij tot maart 1940. Gelijktijdig was hij stafchef bij de bevelhebber van de Ordnungspolizei in Krakau, hij werd vanuit het Generaal-gouvernement aangestuurd. Vanaf 12 maart 1940 was hij commandant van het SS-Artillerie-Standarte van de SS-Totenkopf-Division. Maar zijn plaatsing bij de SS-Totenkopf-eenheden werd op 27 april 1940 herroepen, en hij werd weer naar het Hauptamt Ordnungspolizei terug gecommandeerd.
Op 27 april 1940 werd Brenner weer naar het Hauptamt (centrale hoofdbureau) van de Ordnungspolizei overgeplaatst. In mei 1940 werd hij tot commandant van het SS-Artillerie-Regiment van de SS-Polizei-Division benoemd. Met dit regiment nam aan de Slag om Frankrijk deel. In oktober 1941 raakt hij bij Leningrad door een mijnexplosie een oog kwijt. Hij revalideerde in het SS- en politieveldhospitaal in Berlin-Lichterfelde. Hij verbleef daar tot 28 oktober 1940, en werd daarna vanwege zijn oorlogsverwondingen die hij opgelopen had, voorlopig alleen als „frontfähig“ (vrije vertaling: "geschikt voor het front") geclassificeerd. Op 9 november 1941 werd hij tot SS-Oberführer bevorderd, en uit de politiedivisie ontslagen. Tegelijk met zijn benoeming tot SS-Oberführer kreeg hij het Charakter van een Generalmajor in de politie. Op 26 november 1941 scheidde Brenner van zijn vrouw Ursula Monigner, die sinds 1942 de vriendin en verloofde van Josef Dietrich was. Op 1 december 1940 werd Brenner tot bevelhebber van de Waffen-SS „Nordwest“ in Den Haag, en tegelijk tot commandant van de Ersatz-Einheiten (reserve-eenheden) van de SS-politiedivisies, benoemd. Op 30 januari 1942 werd hij tot SS-Brigadeführer en Generalmajor in de Waffen-SS bevorderd.
Vanaf 1 februari tot 17 maart 1942 was hij „Inspektor der Ordnungspolizei beim Höheren SS- und Polizeiführer Alpenland“ (Wehrkreis XVIII) (militair district) in Salzburg. In aansluiting hierop, werd hij op 20 november 1943 bij de BdO Alpenland om de „Bandenkampf“ (vrije vertaald: partizanen bestrijding) ingezet. Hier was hij voor de partizanen bestrijding op de Balkan verantwoordelijk. Tegelijkertijd werd Brenner vanaf 1 juli tot 7 oktober 1942 naar de nieuwe Aufstellungsstab van de nieuw opgerichte „SS-Generalkommando“ gecommandeerd. Op 14 september 1942 werd het „SS-Generalkommando“ in het „SS-Generalkommando SS-Panzerkorps“ hernoemd. Hij was daar tot 1 februari 1943 commandant van de artillerie. Tussen november en december 1942 behoorde Brenner tot de „Kampfgruppe Hafen Toulon“, die voor de geplande inname van de militaire haven van Toulon opgericht was. Dit ging niet door vanwege het tot zinken brengen van de Franse vloot in Toulon op 27 november 1942. Op 19 januari 1943 trad Brenner met Ursula Helene Emmy Spielhagen, geboren Bueb, in het huwelijk; uit dit huwelijk kwam een dochter voort. Op 1 februari 1943 keerde hij naar het Hauptamt Ordnungspolizei terug, en werd op 7 maart 1943 opnieuw tot Befehlshaber der Ordnungspolizei beim Höheren SS- und Polizeiführer „Alpenland“ benoemd. Vermoedelijk werd hij ook bij het bestrijden van de partizanen in Karinthië en Obersteiermark ingezet. Op 15 december 1943 werd hij tot bevelhebber van de Ordnungspolizei in het Rijkscommissariaat Oekraïne benoemd. Op 1 januari 1944 werd Brenner tot Generalleutnant in de politie bevorderd.
Vanaf 10 februari 1944 was hij plaatsvervangend commandant van de „Kampfgruppe Prützmann“. Vanaf maart 1944 voerde hij zelf over de „Kampfgruppe Prützmann“ het commando. Op 15 maart 1944 werd hij tot SS-Gruppenführer Generalleutnant der Waffen-SS bevorderd. Op 27 maart 1944 richtte Brenner zijn eigen „Polizei-Kampfgruppe Brenner“ op, met als doel het bestrijden van de partizanen en de misdaad. Maar deze Kampfgruppe werd reeds 29 maart 1944 alweer opgeheven, en op 17 april 1944 als „Gruppe Brenner“ gereactiveerd. De „Gruppe Brenner“ stond onder het commando van het XIII. Armeekorps (13e Legerkorps),  4. Panzerarmee (4e Pantserleger), Heeresgruppe Nord. Op 16 juni 1944 werd hij voor zijn verdienste als Kampfgruppenkommandeur met het Duitse Kruis in goud onderscheiden. Tussen 6 juni en 23 juli 1944 was Brenner militair leider van de operaties om de partizanen te bestrijden, onder de leiding van de Höheren SS- und Polizeiführer „Russland-Mitte“ en „Weißruthenien“ (afgekort: HSSPF), Curt von Gottberg. Gottberg zette Brenner vanaf 2 juli 1944 als „Führer der Gruppe Gottberg“ in. Tegelijkertijd werd hij begin juli 1944 tot plaatsvervanger van de Chef der Bandenkampfverbände benoemd. Vanaf 23 juli nam hij het commando over Kampfgruppe von Gottberg over. Van 1 september 1944 tot 10 maart 1945 was hij commandant van het 6. SS-Gebirgs-Division Nord en werd vanaf 2 april 1945 als interim-commandant ingezet. Hij werd door SS-Standartenführer Franz Schreiber opgevolgd, maar die bereikte de troepen niet meer. Voor zijn leiderschap van de 6. SS-Gebirgs-Division Nord in Finland, werd hij door Heinrich Himmler voorgedragen voor het Ridderkruis van het IJzeren Kruis en daarmee op 31 december 1944 onderscheiden.

## Einde van de oorlog
De 6. SS-Gebirgs-Division Nord gaf zich op 2 april 1945 aan het Amerikaanse leger over, en Brenner kwam in Amerikaans krijgsgevangenschap.
Na zijn vrijlating, leefde hij met zijn familie in Karlsruhe. Hij was ook politiek actief. In 1953 was hij kandidaat voor de Bundestagswahlkreis Karlsruhe-Stadt voor de extreemrechtse lijstverbinding „Dachverband der Nationalen Sammlung“. Op 14 februari 1954 stierf Brenner aan de gevolgen van hartfalen.

## Carrière
Brenner bekleedde verschillende rangen in zowel de Allgemeine-SS als Waffen-SS. De volgende tabel laat zien dat de bevorderingen niet synchroon liepen.
| Datum                                                                         | Deutsches Heer     | Hitlerjugend            | Allgemeine-SS          | Waffen-SS                       | Polizei                                        |
| ----------------------------------------------------------------------------- | ------------------ | ----------------------- | ---------------------- | ------------------------------- | ---------------------------------------------- |
| 3 augustus 1914                                                               | Kriegsfreiwilliger | —                       | —                      | —                               | —                                              |
| 18 januari 1917 (Patent van 1 september 1915)                                 | Leutnant           | —                       | —                      | —                               | —                                              |
| 1 april 1923 (RDA van 1 april 1925)                                           | —                  | —                       | —                      | —                               | Polizei-Oberleutnant                           |
| 1926                                                                          | —                  | HJ-Kameradschaftsführer | —                      | —                               | —                                              |
| 1 april 1932 (RDA van 1 februari 1930)                                        | —                  | —                       | —                      | —                               | Polizei-Hauptmann                              |
| 16 augustus 1933                                                              | —                  | HJ-Bannführer           | —                      | —                               | —                                              |
| 11 november 1935 (RDA van 9 november 1935)                                    | —                  | —                       | —                      | —                               | Major der Polizei                              |
| 1 september 1936                                                              | —                  | —                       | —                      | —                               | Charakter als Oberstleutnant der Landespolizei |
| 1 oktober 1936 (inwerkingtreding vanaf 1 april 1937 en RDA van 20 april 1937) | —                  | —                       | —                      | —                               | Oberstleutnant der Schutzpolizei               |
| 1 juli 1938                                                                   | —                  | —                       | SS-Mann                | —                               | —                                              |
| 11 september 1938 (inwerkingtreding vanaf 1 juli 1938)                        | —                  | —                       | SS-Obersturmbannführer | —                               | —                                              |
| 20 april 1939                                                                 | —                  | —                       | —                      | —                               | Oberst der Schutzpolizei                       |
| 15 augustus 1939                                                              | —                  | —                       | SS-Standartenführer    | —                               | —                                              |
| 9 november 1941                                                               | —                  | —                       | SS-Oberführer          | —                               | —                                              |
| 9 november 1941                                                               | —                  | —                       | —                      | —                               | Charakter als Generalmajor in de politie       |
| 30 januari 1942 (RDA van 21 oktober 1941)                                     | —                  | —                       | SS-Brigadeführer       | —                               | —                                              |
| 30 januari 1942 (RDA van 21 oktober 1941)                                     | —                  | —                       | —                      | —                               | Generalmajor in de politie                     |
| 16 maart 1944 (inwerkingtreding vanaf 15 maart 1944)                          | —                  | —                       | SS-Gruppenführer       | —                               | —                                              |
| 15 maart 1944 (inwerkingtreding vanaf 1 januari 1944 en RDA van 1 maart 1944) | —                  | —                       | —                      | —                               | Generalleutnant in de politie                  |
| 17 november 1944                                                              | —                  | —                       | SS-Gruppenführer       | Generalleutnant in de Waffen-SS | —                                              |

## Lidmaatschapsnummers
- NSDAP-nr.: 3 460 685 (lid geworden 1 mei 1933[1][4][10][12][13])
- SS-nr.: 307 786 (lid geworden 11 september 1938[1][5][13] anciënniteit vanaf 1 juli 1938[13])

## Onderscheidingen
Selectie:
- Ridderkruis van het IJzeren Kruis op 31 december 1944[8] als SS-Gruppenführer en Generalleutnant in de politie en Commandant van de 6. SS-Gebirgs-Division Nord[4][5][14][16][17][18]
- Duitse Kruis in goud op 16 juni 1944[8][16] als SS-Gruppenführer en Generalleutnant in de politie en Bevelhebber van de Ordnungspolizei Oekraïne, Waffen-SS[2][4][5][14][17][19]
- IJzeren Kruis 1914, 1e Klasse[4][14][15] en 2e Klasse[4][14]
- Herhalingsgesp bij IJzeren Kruis 1939, 1e Klasse (17 augustus 1941[2][4][8][14]) en 2e Klasse (4 augustus 1941[2][4][8][14])
- Gewondeninsigne 1939 in goud op 27 september 1941[2][4][8][14][17]
- Ridder in de Militaire Karl-Friedrich-Verdienstorde in 1916[4][14]
- Friedrich August-Kruis 1e Klasse[14] en 2e Klasse[14] met Band für Kampfer[4]
- Dienstonderscheiding van de Politie[8], 2e Klasse op 1 augustus 1938[1][2][4]